# Helina altercata
Helina altercata este o specie de muște din genul Helina, familia Muscidae. A fost descrisă pentru prima dată de Pandelle în anul 1899.
Este endemică în Franța. Conform Catalogue of Life specia Helina altercata nu are subspecii cunoscute.